# Oulad Imloul
Oulad Imloul  (in arabo أولاد املول‎?) è un centro abitato e comune rurale del Marocco situato nella provincia di Rehamna, regione di Marrakech-Safi. Conta una popolazione di 9 614 abitanti (censimento 2014).